# Stockbauern in der Herrschaft Dagstuhl
|  | Dieser Artikel oder Abschnitt wurde wegen inhaltlicher Mängel auf der Qualitätssicherungsseite der Redaktion Geschichte eingetragen (dort auch Hinweise zur Abarbeitung dieses Wartungsbausteins). Dies geschieht, um die Qualität der Artikel im Themengebiet Geschichte auf ein akzeptables Niveau zu bringen. Dabei werden Artikel gelöscht, die nicht signifikant verbessert werden können. Bitte hilf mit, die Mängel dieses Artikels zu beseitigen, und beteilige dich bitte an der Diskussion! |

Vom späten Mittelalter, noch vor dem Dreißigjährigen Krieg, bis zur Französischen Revolution gab es in Wadern unter der Herrschaft Dagstuhl Stockbauern. Stockbauern waren Leibeigene, die sich durch einen Eid dem Grafen unterwarfen. Alles, was sie „besaßen“, gehörte in Wirklichkeit dem Grafen.
Sie erhielten ihr Gut zur Bewirtschaftung von der Herrschaft zugewiesen. Diesen Landbesitz nannte man Stock. Die Größe richtete sich nach den örtlichen Gegebenheiten. Das Recht zur Bewirtschaftung wurde an die Erstgeborenen geschlechtsunabhängig weitervererbt, das Eigentum blieb jedoch immer bei der feudalen Herrschaft und der Graf konnte zu jeder Zeit den „Pachtvertrag“ kündigen. Trotz allem waren die Stockbauern nicht ganz rechtlos. Sie hatten in der damaligen bäuerlich geprägten Gesellschaft eine hervorgehobene Stellung, ein entsprechendes Ansehen und sogar einen gewissen Reichtum.

## Stockgüter
„Stockgüter“ sind eine Form des Lehnwesens. Durch notarielle Verträge wurden die Rechte des Lehnsherrn und Eigentümers der belehnten Sachen, wie Haus, Hof und Grundstücke, einerseits und dem Lehnsnehmer, dem Stockbauern oder auch Vasall, geregelt.

Dabei besaß der Lehnsherr die rechtliche Verfügungsgewalt über den Besitz und durfte diesen verkaufen, verschenken, vererben oder verpachten.

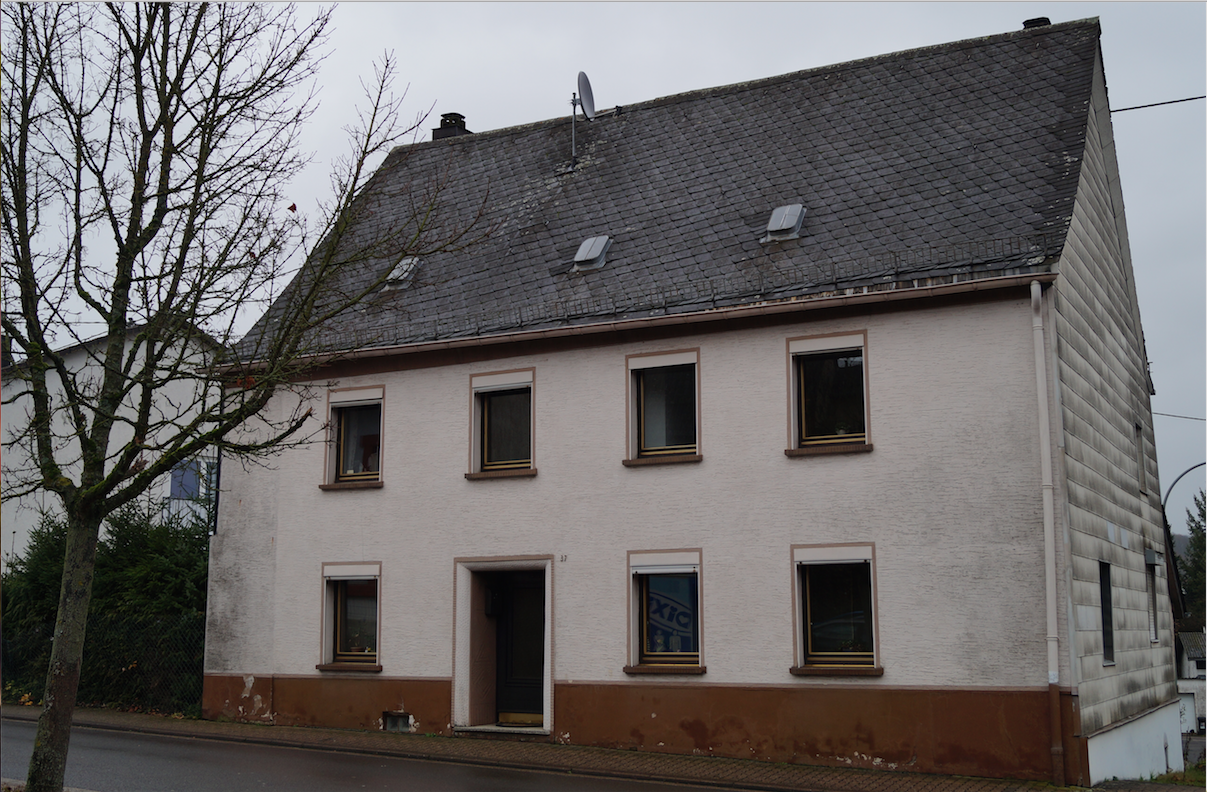
Heutige Ansicht des Stockhauses "Ludemsbauer", Oberstraße

Der Lehnsnehmer hingegen besaß die tatsächliche Verfügungsgewalt, die sich durch die tägliche Praxis in Bepflanzen oder Bewohnen ausdrückte.

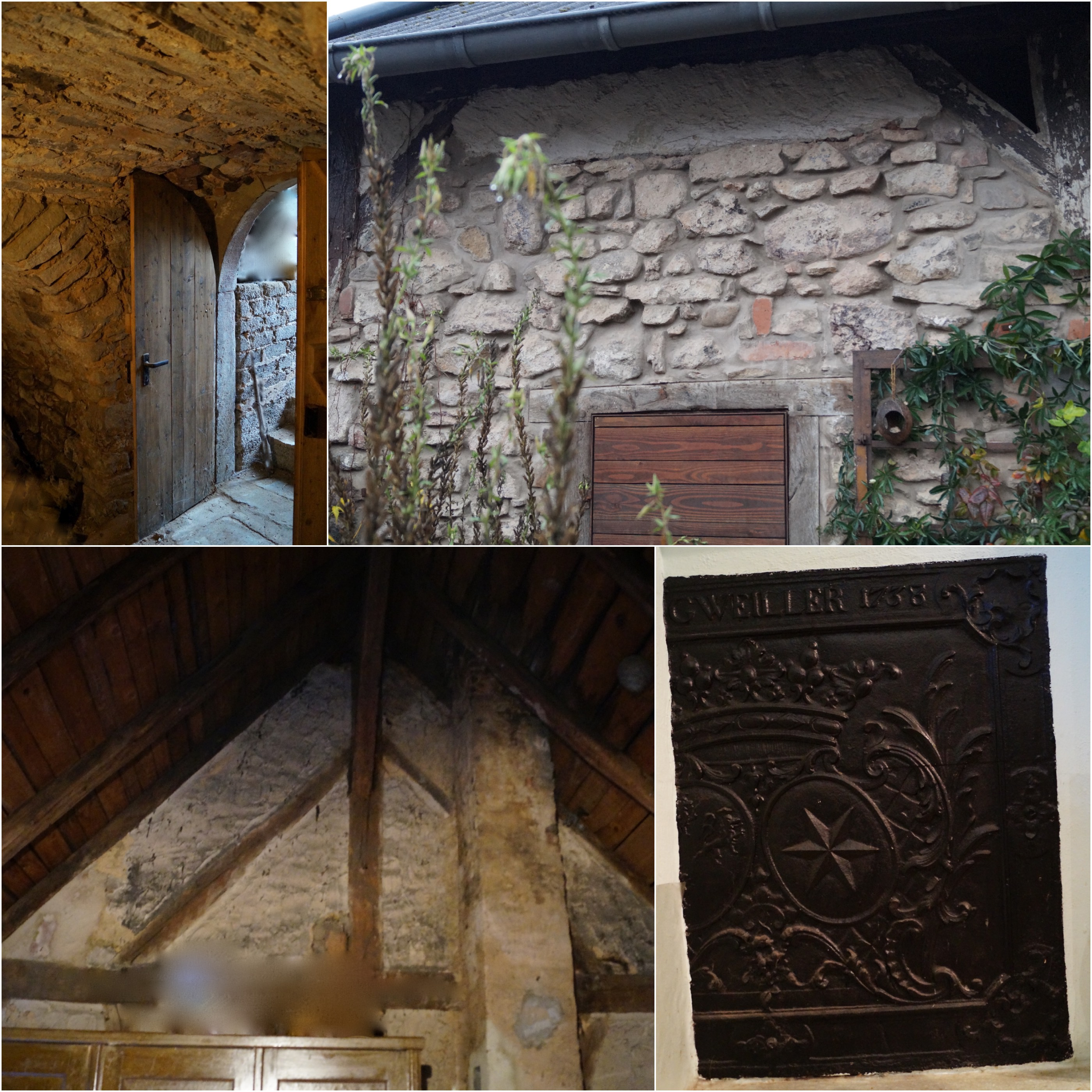
Kellergewölbe, Mauerwerk, Dachstuhl und Kamin-Gussplatte eines Stockbauernhauses

Die Herren von Dagstuhl führten den Grafentitel über ihre Herrschaft Oettingen-Baldern. Die Stockbauern in Wadern waren deren Leibeigene und mussten ihnen unbedingten Gehorsam und Unterwerfung leisten. Dennoch war es den Stockbauern möglich, ein wohlhabendes Familienleben zu führen und sogar Reichtum zu erwerben. Dadurch waren die Stockbauern gegenüber den übrigen Bewohnern des Dorfes privilegiert. Diese setzten sich überwiegend aus Kleinhandwerkern und Einspännigen zusammen. Ihnen waren durch den Grafen nur die Beackerung von wenig Land, oft von minderer Qualität, und die Haltung von wenigen Tieren erlaubt. Somit war bei dieser Gruppe ebenso bittere Armut vorprogrammiert, wie bei den Stockbauern der Reichtum.
Das Stockbauern-System hatte und hat bis heute große Auswirkungen auf das soziale Leben in den Dörfern und verursachte eine soziale Schieflage, die bis in die zweite Hälfte des 20. Jahrhunderts fortbestand.
Im 18. Jahrhundert gab es in der Herrschaft Dagstuhl 167 Stockgüter, die in den folgenden 22 Dörfern angesiedelt waren, welche zu unterschiedlichen Hochgerichten gehörten:
| Hochgericht Wadern | Hochgericht Schwarzenberg (Lockweiler) | Hochgericht Primsweiler | Hochgericht Neunkirchen/Nahe |
| ------------------ | -------------------------------------- | ----------------------- | ---------------------------- |
| Bardenbach         | Dorf                                   | Primsweiler             | Neunkirchen                  |
| Dagstuhl           | Eiweiler                               |                         | Selbach                      |
| Gehweiler          | Krettnich                              |                         | Gonnesweiler                 |
| Niederlöstern      | Lockweiler                             |                         |                              |
| Noswendel          | Mettnich                               |                         |                              |
| Oberlöstern        | Mühlfeld                               |                         |                              |
| Obermorscholz      | Überroth                               |                         |                              |
| Unterthailen       | Weierweiler                            |                         |                              |
| Wadern             |                                        |                         |                              |
| Wedern             |                                        |                         |                              |

### Ausstattung eines Stockgutes
Zu einem Stockgut gehörten die notwendigen Gebäude für Wohnen, Viehhaltung und Futter- und Erntelagerung. Die Häuser hatten für die damalige Zeit eine eher stattliche Erscheinung. In ihnen musste Platz genug für die großen Familien und ihr Gesinde sein. Für das zahlreiche Vieh mussten angemessene Ställe vorhanden sein. Die Ausstattung jedoch variierte. Es gab eher schlichtere Güter und im Gegenzug dazu eher auffälligere Gebäude, denen man den Reichtum der Familien ansah.
Die Mindestausstattung an Ackerland betrug für einen Stockbauern im 18. Jahrhundert 34 Morgen. Die meisten Güter waren jedoch wesentlich größer, bis auf die doppelte Mindestausstattung.
Die Größe eines Stockgutes und deren Anzahl in einem Dorf waren von dessen Ausdehnung des Bannes anhängig.
Der verfügbare Ackerboden wurde in „Stöcke“ eingeteilt. Der „Stock“ war somit ein unbestimmtes Feldmaß und seine Größe variierte von Dorf zu Dorf. Ackerböden und Wiesen in dieser Größe wurden einem Bauern zugeteilt und so wurde dieser zum „Stock“bauern.
Parallel dazu wurde auch der Wald in Stöcke aufgeteilt. Hier hat sich in den Gehöferschaften das Maß „Stock“ bis heute erhalten.
Die Stockbauern nutzten ihr Land zu dreiviertel als Pflugland und zu einem Viertel Weideland. Dazu kam noch Wald, der jedoch von allen Stockbauern des Dorfes gemeinsam genutzt wurde. Jeder hatte einen ideellen Anteil darin.
Der jährliche Ertrag des Holzeinschlags wurde auf alle Stockbauern zu gleichen Teilen verteilt. Die übrigen Dorfbewohner wurden dabei nicht berücksichtigt.
Zum Viehbestand eines Stockgutes gehörten in jedem Fall Pferde als Zugtiere: mindestens drei, ein Gespann und ein sogenanntes Vorspannpferd, welches bei schwerer Last in der hügeligen Landschaft des Hochwaldes notwendig wurde. Die meisten Stockbauern besaßen jedoch vier oder mehr Pferde, weil es von Vorteil war, zur Erntezeit oder bei widriger Witterung mit mehr als einem Gespann zu arbeiten.
Dies war erforderlich, um dem Grafen die geschuldeten Frondienste leiten zu können. Hierzu gehörten auch Weinfuhren an die Mosel oder den Rhein, wodurch die Gespanne für viele Tage oder gar Wochen für den landwirtschaftlichen Betrieb ausfielen.
Zum weiteren Tierbestand gehörte Rindvieh, Schweine, Schafe und Federvieh, jedoch in diesem Falle vorwiegend für den Eigenbedarf des Stockbauern. Der Verkauf von Schlachtvieh zur Einkommensverbesserung fand nur in Ausnahmefällen statt.
Zur Zeit der Stockbauern gab es keine technischen Gerätschaften zur Bewirtschaftung ihres Stockgutes. Einzig die Wasserkraft konnte, z. B. für Mühlen, genutzt werden. Alle Feldarbeit wurde mit Zugtieren und einfachen Geräten in Handarbeit verrichtet.
Die Feldfrüchte waren breit gefächert und wurden in kleinen Einheiten angebaut. Dazu gehörte Getreide, wie Roggen, Weizen, Hafer und Gerste, Hackfrüchte, wie Kartoffeln, Rüben und Runkelrüben, und auch andere, wie Buchweizen, Raps, Flachs und Hanf.
Der Bedarf an Arbeitskräften war enorm. Zunächst einmal nahm man diese aus der Familie des Stockbauern. Zur Familie gehörten damals auch ledige Tanten und Onkeln, die aufgrund des Erstgeburtsrechts keine Möglichkeit sahen, eine eigene Familie zu gründen und zu unterhalten.
Auch die Kinder, fast jeden Alters, mussten nach ihren Kräften mitarbeiten. Lange Zeit beschränkte sich die Schulpflicht auf die Winterzeit, damit die Kinder in der übrigen Zeit für die Feldarbeit zur Verfügung standen.
Zudem gab es an ständig eingestelltem Personal Knechte und Mägde und im Dorf gab es immer eine Anzahl Menschen, die sich als Tagelöhner verdingten und überwiegend mit Erntefrüchten entlohnt wurden.

## Rechtsverhältnisse
Stockbauern waren Leibeigene. Durch einen Eid hatten sie sich dem Grafen unterworfen. Alles, was sie „besaßen“, gehörte in Wirklichkeit dem Grafen.
Im Jahre 1597 ließ Christian von Flersheim, ein Vorgänger der Grafen von Oettingen-Baldern und der Herren von Sötern, die Rechtsverhältnisse zu seinen Untertanen vor Zeugen notariell festlegen.

Titelblatt der Studie von Derhard: ...Darstellung der so genannten Stock- oder Bauerngüter...

Diese neuen, von den Bauern akzeptierten Rechtsverhältnisse lauteten:
- Die Güter sind Eigentum der Herrschaft. Sie gibt sie nach Belieben zu Lehen auf Lebenszeit.

- Die Güter dürfen nicht verändert, verpfändet und verteilt werden.

- Die belehnten Untertanen sind zu Fronden mit Hand und Gespann, wie die Herrschaft sie verlangt, verpflichtet.

- Den Untertanen ist bei Fronden Zehrung zu gewähren und für Botendienste 14 Pfennige pro Meile.

- Die Frondienstpflicht wird mit dem Namen „Leibeigenschaft“ belegt. Hieraus wird abgeleitet, dass derjenige, der nicht mit Gütern belehnt ist (Einspänniger), und keine Frondienste zu leisten hat, auch kein Leibeigener ist.

- Der freie Zug des Stockbauern und seiner Familienangehörigen ist eingeschränkt (z. B. Loskauf bei Heirat über die Grenze)

Dies bedeutet also, dass die Herrscher ganz nach Belieben, ohne Angabe von Gründen, entscheiden konnte, ob und welche Familie sie belehnten oder ihr das Lehen entzogen.
Das Stockgut konnte jedoch nur das erstgeborene Kind, ganz gleich welchen Geschlechts, ungeteilt erben.
Beim Tod des Belehnten wurde eine Sonderabgabe an den Grafen fällig, das sogenannte Besthaupt. Der Graf hatte das Recht, sich aus dem Nachlass das beste Stück auszuwählen und für sich zu beanspruchen.
Verstarb das erstgeborene Kind vor seiner Volljährigkeit oder lehnte es das Erbe ab, so konnte das zweitgeborene Kind das Erbe antreten usw.
Blieb das Stockbauernehepaar kinderlos verfiel das Lehen im Erbfall und wurde für offen erklärt. Weitere Verwandte konnten keinen Anspruch erheben.
Wenn der Stockführer vor dem angeheirateten Ehepartner verstarb, ging das Erbe rechtlich an das erstgeborene Kind. Die Nutzung des Gutes verblieb jedoch bis zur Vollendung des 62. Lebensjahres bei dem verbliebenen Ehepartner. Auch danach hatte dieser noch Anspruch auf einen Anteil des Ertrages, das sogenannte „Deputat“, das aus Früchten Vieh, Heu, getrocknetem Fleisch und gedörrtem Gemüse bestand. Dieses wurde an „Martini“ jeden Jahres fällig.
Darüber hinaus konnte das erbberechtigte Kind den Erbfall verlangen, wenn der Belehnte das 62. Lebensjahr erreichte, ohne vorher verstorben zu sein. Außerdem war eine vertragliche Übertragung des Lehens an das erbberechtigte Kind schon vor dem 62. Lebensjahr möglich. In beiden Fällen wurde dann jedoch das „Deputat“ fällig.
Die Übergabe eines Stockgutes an einen Erben ging mit besonderem Zeremoniell vor sich und hieß „Empfängnis“. Sie fand alljährlich im November beim Oberamte statt. Der „Empfänger“ leistete der Herrschaft einen Eid, in dem er gelobte, dass er ihr stets zu Diensten sei, dass er die übernommenen Güter in ihrer Größe ungeschmälert, unverändert und in gutem Zustand halten wolle, dass er den anfallenden Ertrag nicht veräußern, sondern wieder in die Güter einbringen wolle und dass er die Güter weder teilen noch verkaufen noch verpfänden werde.

## Geschichte
Im Jahre 1597 wurden die Rechtsverhältnisse für die Stockbauern unter Christian von Flersheim neu geordnet. Doch schon bald darauf begann im Jahre 1618 der Dreißigjährige Krieg, in dem viele Menschen getötet wurden. Ganz Dörfer fielen im Hochwald dem Krieg zum Opfer. Diejenigen, die überlebten, besaßen nichts mehr, was man ihnen noch hätte abnehmen können.
Nur schleppend langsam erholte sich der Hochwald, als schon der nächste Krieg die Gegend heimsuchte. Der französische König Ludwig XIV. marschierte 1680 in einem sogenannten Reunionskrieg gegen Osten und drang dabei weit in deutsche Gebiet vor. Sie bildeten die Saarprovinz mit der Festung Saarlouis als Hauptstadt und vereinnahmten das gesamte Gebiet in den französischen Staat. Somit wurden die Verpflichtungen gegenüber den früheren Landesherren aufgehoben.
Doch auch diese Neuordnung währte nicht lange. Bereits 1697 musste Frankreich die eroberten deutschen Gebiete, bis auf Elsass und Lothringen, wieder zurückgeben. Die alten Rechtsverhältnisse traten wieder in Kraft.
Ab diesem Zeitpunkt gab es vermehrt Streitigkeiten zwischen den Stockbauern und den Landesherren bezüglich ihrer im Jahre 1597 festgelegten Rechtsverhältnisse und inwiefern diese nach ca. 80 Jahren, in denen diese überwiegend außer Kraft gesetzt waren, nun noch ihre Gültigkeit besaßen.
Es gab schon immer Streitigkeiten zwischen den Stockbauern und ihren Landesherren, wenn Fronde oder Abgaben zu ihren Ungunsten geändert wurden. Da die Stockbauern zur Zeit der Saarprovinz jedoch eine gewisse Freiheit genossen, wollten sie sich nun die Zwangsmaßnahmen der Beamten des Grafen nicht mehr gefallen lassen.
Im Jahre 1716 schlossen sie sich zusammen, beauftragten einen Anwalt mit der Wahrnehmung ihrer Interessen und reichten eine Klage beim Reichskammergericht in Wetzlar ein. Die Klagepunkte waren klar definiert.
Die Klageerhebung stieß auf völliges Unverständnis beim Grafen. Er befahl seinen Beamten, streng und unnachgiebig gegen seine Untertanen vorzugehen. Und so geschah es auch. Da die Grafen im Grunde nur über Wachsoldaten verfügten, liehen sie sich wehrhafte Männer im benachbarten Kurtrier aus. Im Jahre 1719 trieben sogar 25 Dragoner aus Oberingelheim bei Mainz im Auftrag des Grafen Steuern und Abgaben in den Dörfern der Herrschaft ein. Diese benahmen sich wie auf Feindesland. Sie belagerten die Orte einen Monat lang und nahmen den Bauern neben den Steuern auch alles, was sie zu ihrem eigenen Lebensunterhalt und dem ihrer Tiere benötigten. Wenn sie kein Geld vorfanden, wurde den Bauern das Vieh aus den Ställen genommen, um es auf den Märkten zu verkaufen.
Nach diesen anfänglichen Ausschweifungen hielten sich beide Parteien zurück und der Prozess verlief in ruhigeren Bahnen. Im Jahre 1733, nach siebzehnjähriger Prozessdauer, kam es zu einem Vergleich zwischen dem Grafen und den Bauern. Für etwa 18 Jahre kehrte eine relative Ruhe in der Herrschaft Dagstuhl ein.
Dies lag zum Teil daran, dass sie die Bauern mit den Beamten des Grafen arrangiert hatten. Manche dem Grafen zustehende Abgaben fanden nicht mehr den Weg ins ferne Hohenbaldern, sondern landeten in den Taschen der örtlichen Beamten des Grafen.
Als Graf Joseph Anton im Jahre 1751 sein Erbe antrat und seinen Wohnsitz von Hohenbaldern in Schwaben nach Wadern verlegte, flammte der Prozess wieder auf, diesmal heftiger als je zuvor, er wurde zur Rebellion.
Anführer der Bauern in dieser Rebellion war Martin Berwanger aus Lockweiler, 35 Jahre alt und Stockbauer. Dessen Urahn war Sylvester Berwanger, der nach dem Dreißigjährigen Krieg aus dem Alpenland kam und sich in Mettnich ansiedelte. Er betrieb eine Bann- und Schneidemühle. Er wurde im „Algey“ geboren und war mit seiner Frau und seinen Nachkommen von dorther von der Leibeigenschaft frei. Diese persönliche Freiheit wurde von der Herrschaft Dagstuhl nicht anerkannt, was die Familienmitglieder veranlasste, außergerichtlich in besonderer Weise gegen den Grafen zu kämpfen. Sie stellten ihre Zahlungen und Dienstleistungen an den Grafen teilweise ein. Daraufhin wurden sie verfolgt und flüchteten in die Wälder. Bei gelegentlichen Aufenthalten im Dorf wurden sie verhaftet und eingekerkert. Im Jahre 1758 wurde Martin Berwanger in Wadern eingesperrt. Zwei Jahre später, im Jahre 1760, ordnete der Graf wieder militärische Exekutionen an. Zu dieser Zeit verließ Martin Berwanger die Herrschaft Dagstuhl und hielt sich in den an Lockweiler angrenzenden Ortschaften, wie Büschfeld, Limbach, Lindscheid, Rathen und Kastel auf. Gelegentlich kehrte er jedoch auf seinen Hof zurück, um dort nach dem Rechten zu sehen und nach seiner großen Familie zu schauen. Durch dieses Verhalten brachte Martin Berwanger den Grafen noch mehr gegen sich auf und so wurde er bei einem Besuch auf seinem Hof im Jahre 1767 verhaftet. Er wurde zunächst in Dagstuhl eingekerkert, aber schon bald in ein Verlies im Katzenturm auf der Burg Katzenstein bei Dillingen an der Donau verlegt.
Dort schloss Martin Berwanger rasch Freundschaft mit dem Wachpersonal und konnte auch Kontakte zu seiner Heimat pflegen. Nach drei Monaten gelang es ihm, von Burg Katzenstein zu fliehen und war Weihnachten 1767 wieder zu Hause. Seine Widerstandskraft war gebrochen. Da der Graf nun auch drohte, ihm seinen Hof zu entziehen, richtete Martin Berwanger ein Gnadengesuch an den Grafen, bat ihn um Verzeihung und leistete ihm in Anwesenheit aller Stockbauern einen neuen Eid des Gehorsams.
Dadurch war dann auch die Widerstandskraft der übrigen Bauern gebrochen. Im Jahre 1773 zogen sie ihre Klage offiziell zurück.
Der Prozess dauerte, alles in allem, fast 60 Jahre und brachte den Bauern nichts als Kosten, monatelange Abwesenheit vom Hof wegen der Gerichtsverhandlungen, kriegsähnliche Zustände und Einbußen in ihrem Wohlstand.
Die Stockbauern wussten, dass sie alle in einem Boot saßen und zusammenhalten mussten. Dennoch gab es Unterschiede.

Vertrag von 1803

Im Jahre 1748 wurde z. B. ein Johannes Birtel geboren. Er wurde als Erstgeborener eines Stockbauern geboren und übte diesen Beruf auch aus. Zusätzlich betrieb er auch Erzgruben in Lockweiler/Krettnich und konnte dadurch etwa 30 bis 40 Leuten im Dorf Arbeit geben. Er beteiligte sich nicht an den Rebellionen der Stockbauern, weil er wusste, dass er den Grafen brauchte, um die Erzgruben in Pacht betreiben zu können. Johannes Birtel sonderte sich auch nicht von seinen Mitbürgern ab. Er war gut angesehen und genoss einen gewissen Respekt. Als schlauem Mann war ihm bewusst, dass er die Balance zwischen seinen Stockbauer-Kollegen und dem Grafen halten musste. Johannes Birtel hat ihn Lockweiler/Krettnich 14 baugleiche Häuser erbaut, von denen 12 immer noch stehen. Er spielte somit eine wichtige Rolle.
Doch schon näherte sich erneut ein Zeitenwandel. Mit der Französischen Revolution im Jahre 1789 und er Besetzung des Landes durch französische Truppen im Jahre 1794 trat erneut ein Zeitenwende ein. Alle Einrichtungen der Vergangenheit wurden niedergerissen und die Leibeigenschaft abgeschafft.
Das Französische Nationalkonvent beschloss in der Zeit von 1790 bis 1792 Gesetze, in den geregelt wurde, dass alle lehnsherrlichen Rechte abgeschafft und ohne jegliche Entschädigung aufgehoben sind. Dadurch wurde das Eigentum von Grund und Boden frei von lehnsrechtlichen Abhängigkeiten. Die ihnen als Lehen überlassenen Höfe der Stockbauern wurden diesen als persönliches Eigentum überlassen. Die Einspännigen hingegen besaßen kein Land und waren somit in der Gemeinde rechtlos oder zumindest minderen Rechtes.
Diese Regelung des Eigentums ging auch später in den Code-Napoleon ein, ergänzt durch erbrechtliche Komponenten wie die Abschaffung des Vorrechts von Erstgeburt und Geschlecht, sowie Gleichstellung aller Nachkommen in der Erbfolge. Diese Gesetze wurde später auch ins Bürgerliche Gesetzbuch übernommen und gelten dem Grundsatz nach heute noch.

## Die 12 freien Stockbauern
Als sich im Laufe der Jahre auch in der Grafschaft Dagstuhl die Zahl der Einwohner vermehrte, gab der Graf schließlich nach und eine Reihe von Stockbauern konnte frei über ihre Güter verfügen: die zwölf freien Waderner Stockbauern.
Ihre Namen, ihre Häuser und ihre besonderen Aufgaben lauteten:
|    | Name                     | Haus                    | Aufgabe |
| -- | ------------------------ | ----------------------- | --- |
| 1  | Backesbauer              | Unterstraße             | Er führte Aufsicht über das Gemeindebackhaus. |
| 2  | Bechterbauer             | Christianenberg 12 u.13 | |
| 3  | Dellwingsbauer           | Christianenberg 23      | |
| 4  | Glocknerbauer            | Kräwigstraße 10, 12, 14 | Er bekleidete eine kirchliche Dienststellung. |
| 5  | Koppbauer                | Oberstraße 40           | auch Schneiderskopp genannt |
| 6  | Kosbauer                 | Kräwigstraße 17         | Er soll die Feuerwehr befehligt haben. Er zog auch die Steuern, Zölle und Gefälle ein. Bei seinem Hause stand der Schlagbaum. Der Name soll von „Schoß“, gleich Zuschuss, Einziehung der Steuern herrühren.                                                       |
| 7  | Ludemsbauer              | Oberstraße 37           | |
| 8  | Lochemsbauer             | Christianenberg 1       | Es war später die Wohnung der Kapuzinerpatres, bevor das Kloster fertig gestellt war. |
| 9  | Mäschbauer               | Bahnhofstraße 8         | Dieser Bauer war der Ortsbürgermeister, der "Maire". |
| 10 | Schülzenbauer            | Unterstraße 21–23       | Er war der Hochgerichtsschulze, der die Leute zum Gerichtstage einberief. |
| 11 | Selves- oder Seldesbauer | Bahnhofstraße 3–5       | Dieser Bauer hatte die an die Herrschaft gesandten Boten zu beherbergen und ihre Reitpferde zu pflegen. Das Amt genoss ein besonderes Ansehen, verlangte aber auch besondere Aufwendungen. Von anderen Fronarbeiten war der Bauer befreit.                        |
| 12 | Sinnes- oder Sendesbauer | Kleiner Markt           | Er hatte die Kontrolle über die Maße und Gewichte. Darum wurde auch später an der Apotheke die „Waderner Elle“ angebracht. Der Sinnesbauer war von den üblichen Frondiensten befreit, musste aber herrschaftliche Botengänge ausführen, die er gut bezahlt bekam. |

## Ehrenstockbauern
Die Ehrenstockbauern in Wadern sind ein lockerer Zusammenschluss von Männern, die sich um die Stadt Wadern in besonderen Verdiensten hervorgetan haben und auf diese Weise geehrt werden.
Es ist ein Karnevalsbrauch, dass die Karnevalsgesellschaft Wadern seit den 80er Jahren jedes Jahr einen Ehrenstockbauern ernennt. Dies hängt nicht direkt mit den damaligen Stockbauern zusammen, aber man will damit dokumentieren, dass die richtigen Stockbauern in der Gesellschaft hervorgehoben waren.
Bei einer Zeremonie werden dem neuen Würdenträger als Insignien ein blauer Bauernkittel mit Stickereien, mit weißem Bauchstrick und rotem Halstuch, dazu ein riesiger schwarzer Bauernhut von den bisherigen Ehrenstockbauern überreicht. Neben der Ehrenurkunde erhält der neue Titelträger ebenfalls den Orden "Waderner Knubben". Darunter versteht man ein Stück Holz, wie es zur Zeit der Stockbauern im Wald geschlagen wurde.